# Mitteldorfhain
Mitteldorfhain ist ein Ortsteil der sächsischen Gemeinde Dorfhain im Landkreis Sächsische Schweiz-Osterzgebirge.

## Geografie und Geschichte
Der Ort liegt am Rande des Tharandter Waldes und der Wilden Weißeritz. Die Bebauungen von Mitteldorfhain und die der anderen beiden Dorfhainer Ortsteile Kleindorfhain und Großdorfhain gehen nahtlos ineinander über. Die Nachbarorte von Mitteldorfhain sind:
- Kleindorfhain im Nordwesten
- Tharandt im Norden
- Höckendorf im Osten und Südosten
- Klingenberg im Südwesten
- Großdorfhain im Süden

Das Waldhufendorf Mitteldorfhain war wahrscheinlich die ursprüngliche Namensvariante von Dorfhain (so eine Quelle aus dem Jahre 1791), später wurde es zu einem Ortsteil.